# Bupleurum densiflorum
Bupleurum densiflorum là một loài thực vật có hoa trong họ Hoa tán. Loài này được Rupr. mô tả khoa học đầu tiên năm 1869.